# عبدو دومبیا
عبدو دومبیا (انگلیسی: Abdou Doumbia؛ زادهٔ ۷ ژوئن ۱۹۹۰) بازیکن فوتبال اهل مالی است.
از باشگاه‌هایی که در آن بازی کرده‌است می‌توان به باشگاه فوتبال کومو، باشگاه فوتبال آسکولی، باشگاه فوتبال پارما، باشگاه فوتبال دلفینو پسکارا، باشگاه فوتبال روبور سیه‌نا، و باشگاه فوتبال لچه اشاره کرد.